# 10081 Dantaylor
10081 Dantaylor eller 1990 OW1 är en asteroid i huvudbältet som upptäcktes den 29 juli 1990 av den amerikanske astronomen Henry E. Holt vid Palomarobservatoriet. Den är uppkallad efter den kanadensiske amatörastronomen Daniel Taylor.
Asteroiden har en diameter på ungefär 4 kilometer.